# Berrie
Berrie és un municipi francès situat al departament de la Viena i a la regió de la Nova Aquitània. L'any 2007 tenia 262 habitants.

## Demografia

### Població
El 2007 la població de fet de Berrie era de 262 persones. Hi havia 116 famílies de les quals 32 eren unipersonals (12 homes vivint sols i 20 dones vivint soles), 48 parelles sense fills, 32 parelles amb fills i 4 famílies monoparentals amb fills.
La població ha evolucionat segons el següent gràfic:
Habitants censats

### Habitatges
El 2007 hi havia 155 habitatges, 114 eren l'habitatge principal de la família, 27 eren segones residències i 14 estaven desocupats. Tots els 154 habitatges eren cases. Dels 114 habitatges principals, 101 estaven ocupats pels seus propietaris, 8 estaven llogats i ocupats pels llogaters i 5 estaven cedits a títol gratuït; 3 tenien una cambra, 9 en tenien dues, 15 en tenien tres, 25 en tenien quatre i 62 en tenien cinc o més. 89 habitatges disposaven pel capbaix d'una plaça de pàrquing. A 50 habitatges hi havia un automòbil i a 59 n'hi havia dos o més.

### Piràmide de població
La piràmide de població per edats i sexe el 2009 era:
| Homes | Edats   | Dones |
| ----- | ------- | ----- |
| 0     | 95 o +  | 0     |
| 0     | 90 a 94 | 0     |
| 0     | 85 a 89 | 0     |
| 4     | 80 a 84 | 0     |
| 4     | 75 a 79 | 4     |
| 12    | 70 a 74 | 0     |
| 16    | 65 a 69 | 28    |
| 12    | 60 a 64 | 4     |
| 4     | 55 a 59 | 4     |
| 0     | 50 a 54 | 4     |
| 4     | 45 a 49 | 0     |
| 4     | 40 a 44 | 4     |
| 16    | 35 a 39 | 12    |
| 16    | 30 a 34 | 20    |
| 12    | 25 a 29 | 4     |
| 8     | 20 a 24 | 0     |
| 0     | 15 a 19 | 0     |
| 8     | 10 a 14 | 16    |
| 12    | 5 a 9   | 16    |
| 12    | 0 a 4   | 8     |

## Economia
El 2007 la població en edat de treballar era de 157 persones, 109 eren actives i 48 eren inactives. De les 109 persones actives 96 estaven ocupades (58 homes i 38 dones) i 13 estaven aturades (5 homes i 8 dones). De les 48 persones inactives 29 estaven jubilades, 6 estaven estudiant i 13 estaven classificades com a «altres inactius».

### Ingressos
El 2009 a Berrie hi havia 115 unitats fiscals que integraven 269 persones, la mediana anual d'ingressos fiscals per persona era de 16.680 €.

### Activitats econòmiques
Dels 8 establiments que hi havia el 2007, 1 era d'una empresa alimentària, 1 d'una empresa de fabricació d'altres productes industrials, 3 d'empreses de comerç i reparació d'automòbils, 2 d'empreses d'hostatgeria i restauració i 1 d'una empresa de serveis.
L'any 2000 a Berrie hi havia 20 explotacions agrícoles que ocupaven un total de 1.072 hectàrees.

## Equipaments sanitaris i escolars
El 2009 hi havia una escola elemental.

## Poblacions més properes
El següent diagrama mostra les poblacions més properes.